# Роберт де Вер, 19-й граф Оксфорд
Роберт де Вер (англ. Robert de Vere; після 23 серпня 1575 - 7 серпня 1632 під Маастрихтом, Іспанські Нідерланди) — англійський аристократ, 19-й граф Оксфорд з 1625, лорд великий камергер Англії. Брав участь у Вісімдесятирічній війні на боці нідерландців і загинув в одній із битв.

## Життєпис
Був сином Х'ю де Вера та Елеанори Уолш, правнуком Джона де Вера, 15-го графа Оксфорда. Народився в 1575, а в 1625, коли помер його бездітний двоюрідний племінник Генрі де Вер, успадкував сімейні володіння і зайняв місце в Палаті лордів як 19-й граф Оксфорд.
З 1626 служив у нідерландській армії в чині полковника і брав участь у Вісімдесятирічній війні.
У 1629 посвячений в лицарі.
У 1632 загинув під час облоги Маастрихта.

## Особисте життя
Був одружений з нідерландською аристократкою Беатріс ван Хемменд (шлюб укладений до 1626). У цьому шлюбі народилися двоє синів: Гораціо (помер дитиною до 23 серпня 1629) і Обрі, 20-й граф Оксфорд (1627-1703). Останній не залишив законного потомства та став останнім представником роду де Верів.